# LAV-25
LAV-25 (англ. LAV-25 — Light Armored Vehicle — лёгкая бронированная машина) — канадская боевая разведывательная машина, выпускаемая компанией General Dynamics Land Systems — Canada для Корпуса морской пехоты США, являющаяся дальнейшим развитием швейцарской бронемашины MOWAG Piranha I (нем. MOWAG Piranha I).
Первые LAV-25 поступили на вооружение Корпуса морской пехоты США в 1983 году.

## История создания
Бронетранспортёр LAV-25 создавался в рамках конкурса, проводившегося в начале 1980-х годов совместно Армией и Корпусом морской пехоты США и специально созданным управлением LAV (Light Armored Vehicle — легкобронированная машина). В сентябре 1981 года было заключено три контракта на разработку опытных прототипов с канадскими, американскими и британскими претендентами. Конкуренцию канадскому проекту «Пирана» с колёсной формулой 6 × 6, а затем 8 × 8 корпорации General Motors of Canada в Оттаве, провинция Онтарио (в свою очередь являвшуюся модифицированной версией одноименной модели швейцарской фирмы MOWAG), в отборочном туре составляли удлинённые копии многоцелевых четырёхколёсных машин V-150 и V-160 американской корпорации Cadillac Gage Corporation в Уоррене, штат Мичиган (филиал Ex-Cell-O Corp.), а также гусеничные машины из семейства CVR(T) британской компании Alvis Company Ltd, Ковентри, графство Уэст-Мидлендс, с новым двигателем и трансмиссией. В ноябре 1981 кандидаты прислали опытные прототипы для прохождения ускоренных испытаний на полигоне морской пехоты «Твентинайн-Палмз», штат Калифорния. Для контрольных стрельб машины были оснащены 25-мм скорострельными автоматическими пушками M242 Bushmaster (в варианте «лёгкая штурмовая машина») или 90-мм пушками Cockerill Mk.3 бельгийского производства (вариант «боевая машина с тяжёлым вооружением» для армии или «штурмовое орудие» для морпехоты). Особенностью ускоренных испытаний в отличие стандартной практики проведения конкурсного отбора было то, что армейские экипажи и экипажи морпехоты, подобранные для испытаний, были совершенно не знакомы с испытуемыми машинами и учились эксплуатации машин на ходу (как правило, этому предшествует двух- или трёхмесячная подготовка под руководством заводских испытателей, но в данном случае обошлись кратким инструктажем). По завершении испытаний в 1982 году руководители управления LAV объявили победителем конкурса канадский прототип, который предполагалось закупать в Канаде. Исходный заказ несколько раз пересматривался в сторону увеличения, по состоянию на 29 февраля 1982 года он составлял: 2315 машин для армии (из них 1452 БТР, 680 БМТВ, 183 БРЭМ) и 744 для морской пехоты (из них 289 ЛШМ, 138 ШО, 33 БРЭМ и 284 других, включая КШМ, СЭМ и прочие).
Было заказано 701 бронированных разведывательных машин LAV-25 с 25-мм пушкой. Первые машины поступили на вооружение морской пехоты США в октябре 1983 года.

## Описание конструкции

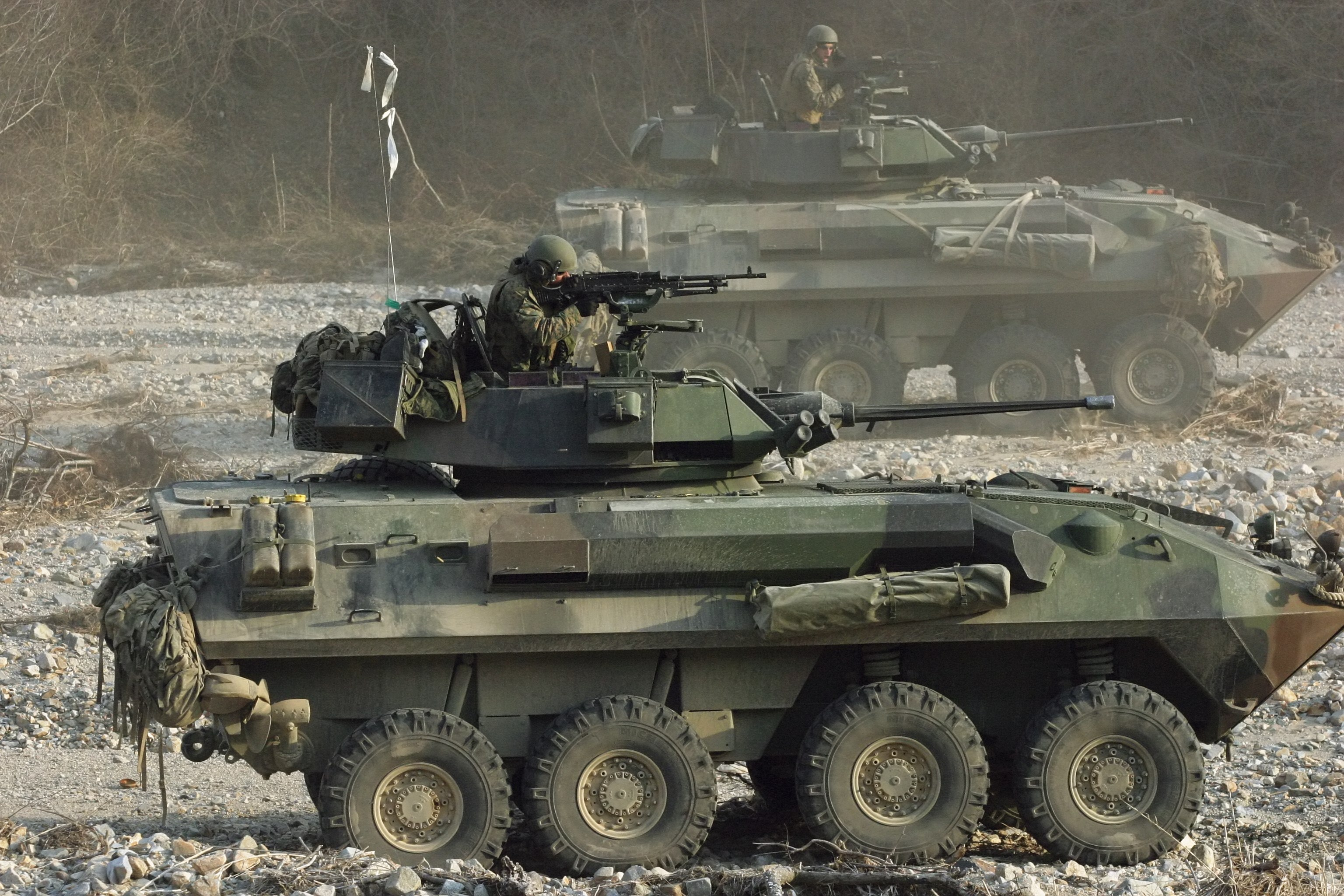
LAV-25 КМП США. На снимке хорошо различим по борту защитный термический кожух, установленный над выхлопной трубой (для снижения ИК-заметности машины) в рамках программы продления её технического ресурса.
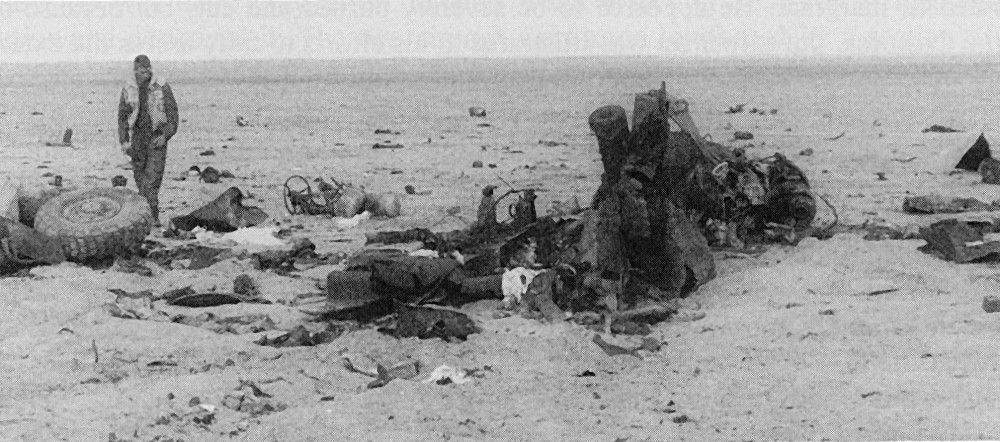
Разбросанные по большой площади обломки LAV-25, уничтоженного во время операции «Буря в пустыне» в результате «дружественного» огня — прямого попадания ПТУР «ТOW», выпущенной с другого LAV-25 и последующей детонации боекомплекта.

Корпус БТР LAV-25 исходного варианта сварной из тонких (5 — 10 мм) листов броневой стали высокой твёрдости (по военным ТУ MIL-A-46100) обеспечивает противопульную и противоосколочную защиту.
В передней части корпуса справа находится моторно-трансмиссионное отделение (МТО), слева — отделение управления с местом механика-водителя. Наводчик и командир машины размещаются в башенке кругового вращения. В кормовой части корпуса находится десантное отделение, вмещающее 6 полностью экипированных пехотинцев.
Посадка и высадка экипажа происходит через люки в крыше корпуса над соответствующими местами и люки в крыше башни. Для аварийного покидания машины экипажем служит боковой люк в левом борту корпуса. Посадка и высадка десанта происходит через кормовые люки и люки в крыше корпуса над десантным отделением.
В МТО находится дизельный двигатель с турбонаддувом Detroit Diesel 6V53T мощностью 275 л. с. (202 кВт) и автоматическая трансмиссия «Alisson» MT653 с коробкой отбора мощности на два гребных винта, расположенных в корме машины. Бронетранспортёр LAV-25 способен преодолевать водные препятствия вплавь с помощью двух гребных винтов, расположенных в корме корпуса, при этом на носу корпуса поднимается водоотбойный щиток.
Подвеска — независимая торсионная. Четыре передних колеса — управляемые, и могут отключаться от трансмиссии по схеме 8 × 4. Колёса имеют по две независимые камеры, шины — пулестойкие.
Штатным вооружением БТР LAV-25 является 25-мм автоматическая пушка M242 Bushmaster и 7,62-мм пулемёт FN MAG, установленные в бронированной двухместной башне кругового вращения фирмы «Delco Systems». Углы возвышения пушки — от −10° до +60°. Спереди башни установлены два блока дымовых гранатомётов. Прицеливание оружия происходит с помощью стабилизированных в вертикальной плоскости комбинированных прицелов дневного и ночного видения, также у наводчика имеются в распоряжении лазерный дальномер и тепловизор, изображение от которого может выводиться на дисплей командира. На крыше башни установлены перископические приборы наблюдения.
К 2007 году БТР LAV-25 был модернизирован с целью повышения выживаемости и расширения его боевых возможностей. С этой целью разработаны и установлены комплекты усиления защиты машины путём установки навесной дополнительной брони и противоосколочных подбоев. Тем самым обеспечена защита БТР кругом от 14,5-мм бронебойной пули (экипажа и десанта). Модернизированные бронетранспортёры получили наименование LAV-25. Предполагается, что эти машины останутся на вооружении корпуса морской пехоты США до 2025 года.

## Варианты
- LAV-25 — основная модификация, изначально была оснащена 25-мм орудием M242 (с боекомплектом 210 выстрелов) и 7,62-мм пулемётом M240 (с боекомплектом 420 патронов), впоследствии на вооружение поступили её модернизированные варианты:

- LAV-25A1;
- LAV-25A2 — установлено дополнительное бронирование, лазерный дальномер, ночной прицел AN/PAS-13 производства компании «Raytheon».

- LAV-R (Recovery — восстановление) — ремонтно-восстановительная машина, вооружена 7,62-мм пулемётом M240.
- LAV-L (Logistics) — машина снабжения, предназначенная для доставки боеприпасов, пайков и горюче-смазочных материалов (топлива, масел и смазочных материалов), необходимых для поддержания боеготовности передовых подразделений LAV.
- LAV-M (Мortar) — самоходный миномёт, выпускается в двух вариантах:

- самоходный 81-мм миномёт — экипаж 5 человек, основным вооружением является установленный в боевом отделении 81-мм гладкоствольный миномёт M252 (боекомплект изначально составлял 90 артиллерийских мин, впоследствии — 99 мин), дополнительным — 7,62-мм пулемёт M240 (с боекомплектом 1000 патронов);
- самоходный 107-мм миномёт — экипаж 5 человек, масса — 12,08 тонн, основным вооружением является установленный в боевом отделении 107-мм миномёт (с боекомплектом 80 артиллерийских мин), дополнительным — 7,62-мм пулемёт M240 (с боекомплектом 1000 патронов), также оснащённый двумя дымовыми гранатомётами M257 (с боекомплектом 16 дымовых гранат L8A1).

- LAV-C2 (Command — управление и Control — руководство) — командно-штабная машина.
- LAV-AT (Anti — против и Tank — танков) — противотанковый вариант, разработанный в 1988 году, изначально оснащённый установкой ПТУР TOW c боекомплектом 16 ракет[6]. Боевой вес — 12,26 тонн, экипаж из четырёх человек. Впоследствии на вооружение была принята модификация M901 c установкой TOW-2 (c боекомплектом 16 ракет) и двумя дымовыми гранатомётами M257 (с боекомплектом 16 дымовых гранат L8A1)[7].
- LAV-MEWSS (Mobile Electronic Warfare Support System) — машина радиоэлектронной борьбы.
- LAV-AD — (Аir — воздушная и Defense — оборона) — зенитный ракетно-пушечный комплекс.
- LAV-EFSS (Expeditionary Fire Support System) — 120-мм самоходный миномёт. На вооружение не принимался.

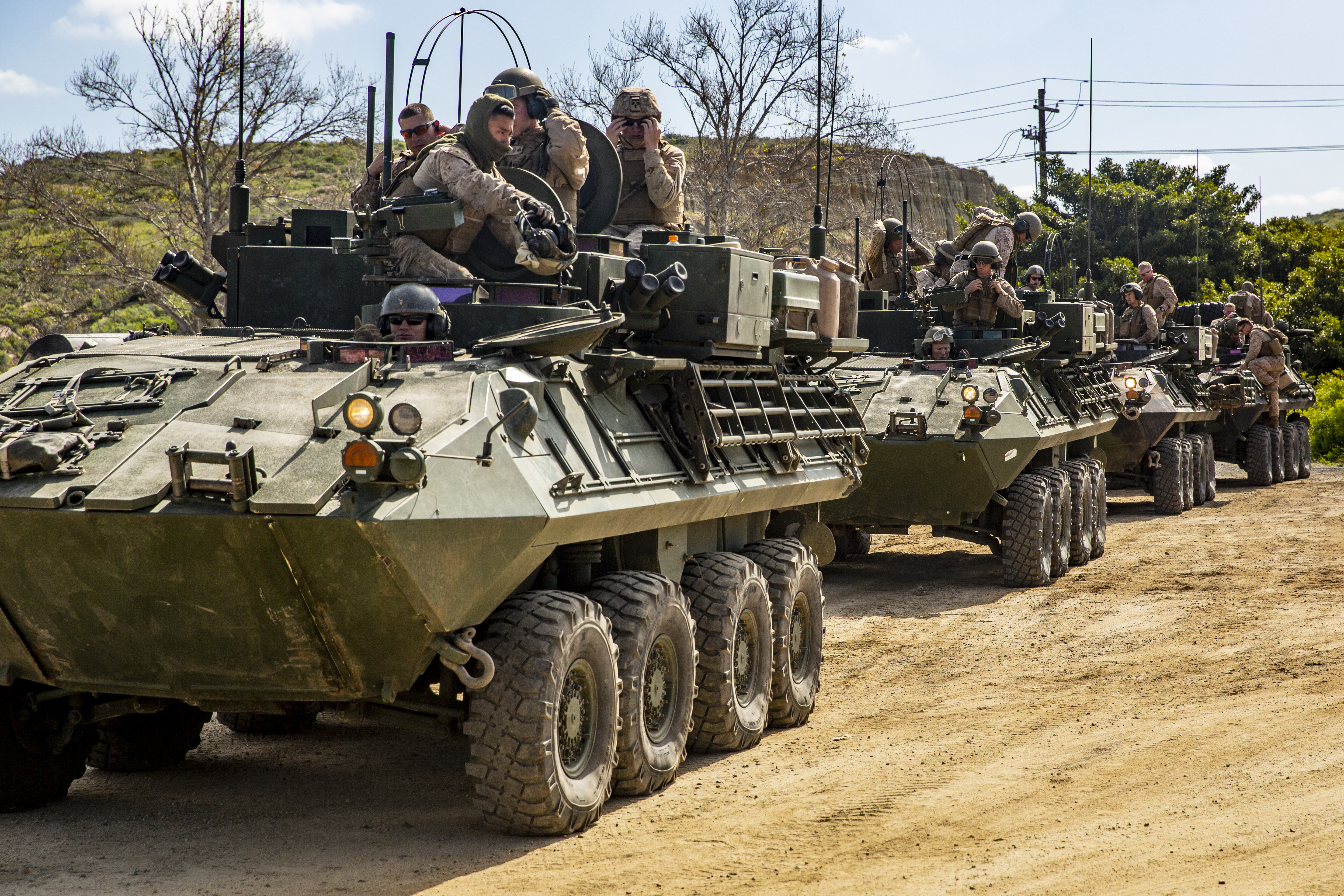
LAV-C2
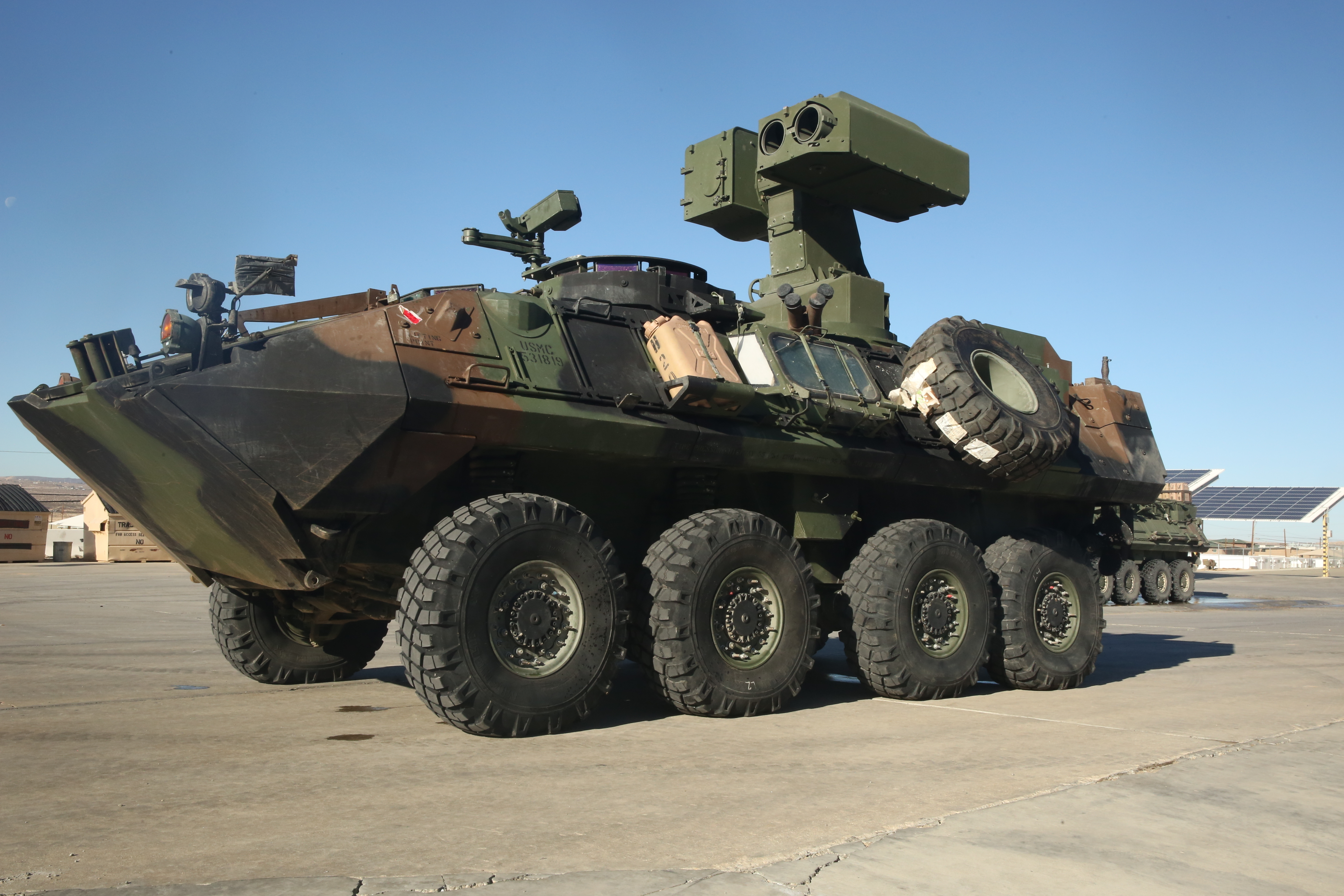
LAV-AT
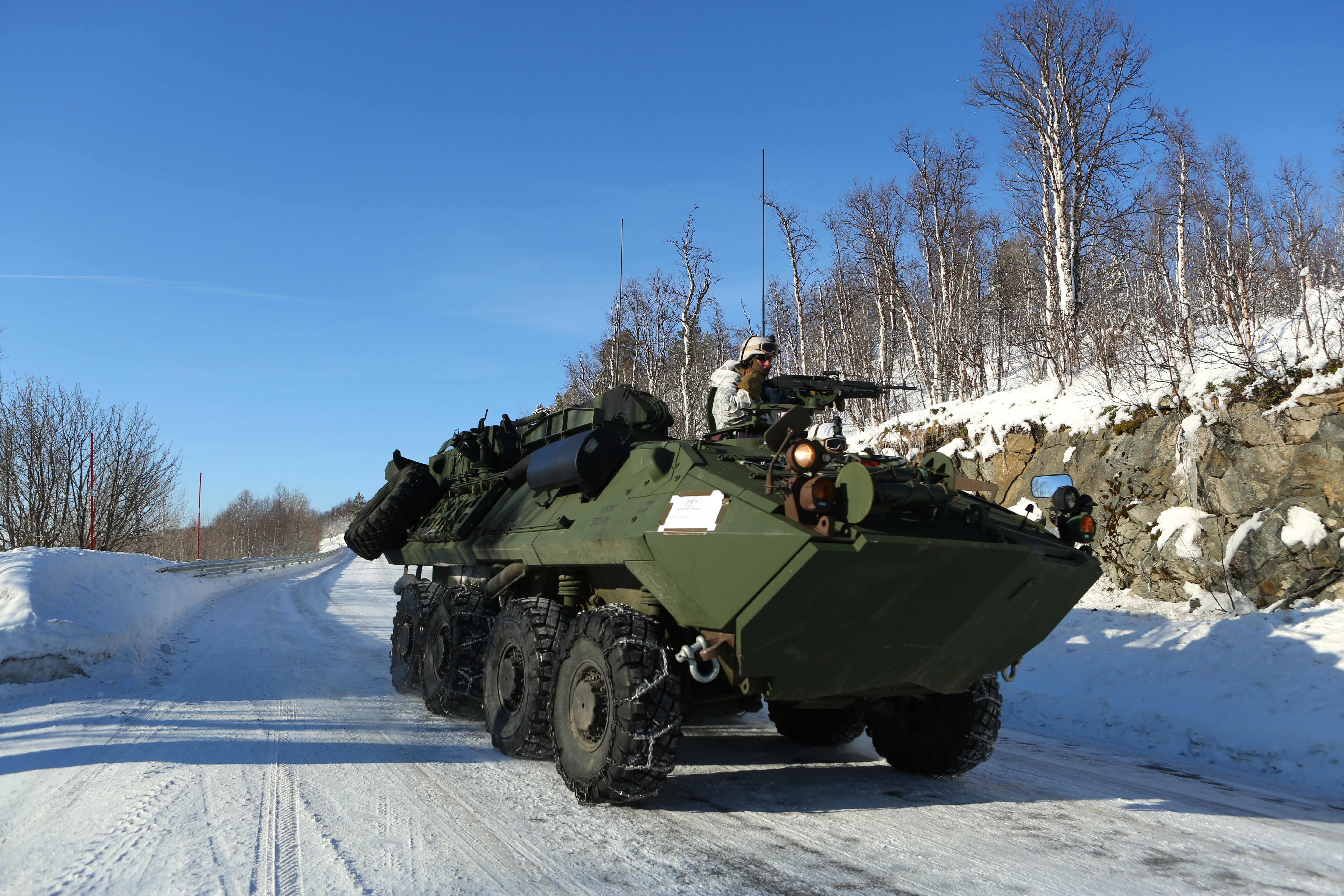
LAV-R
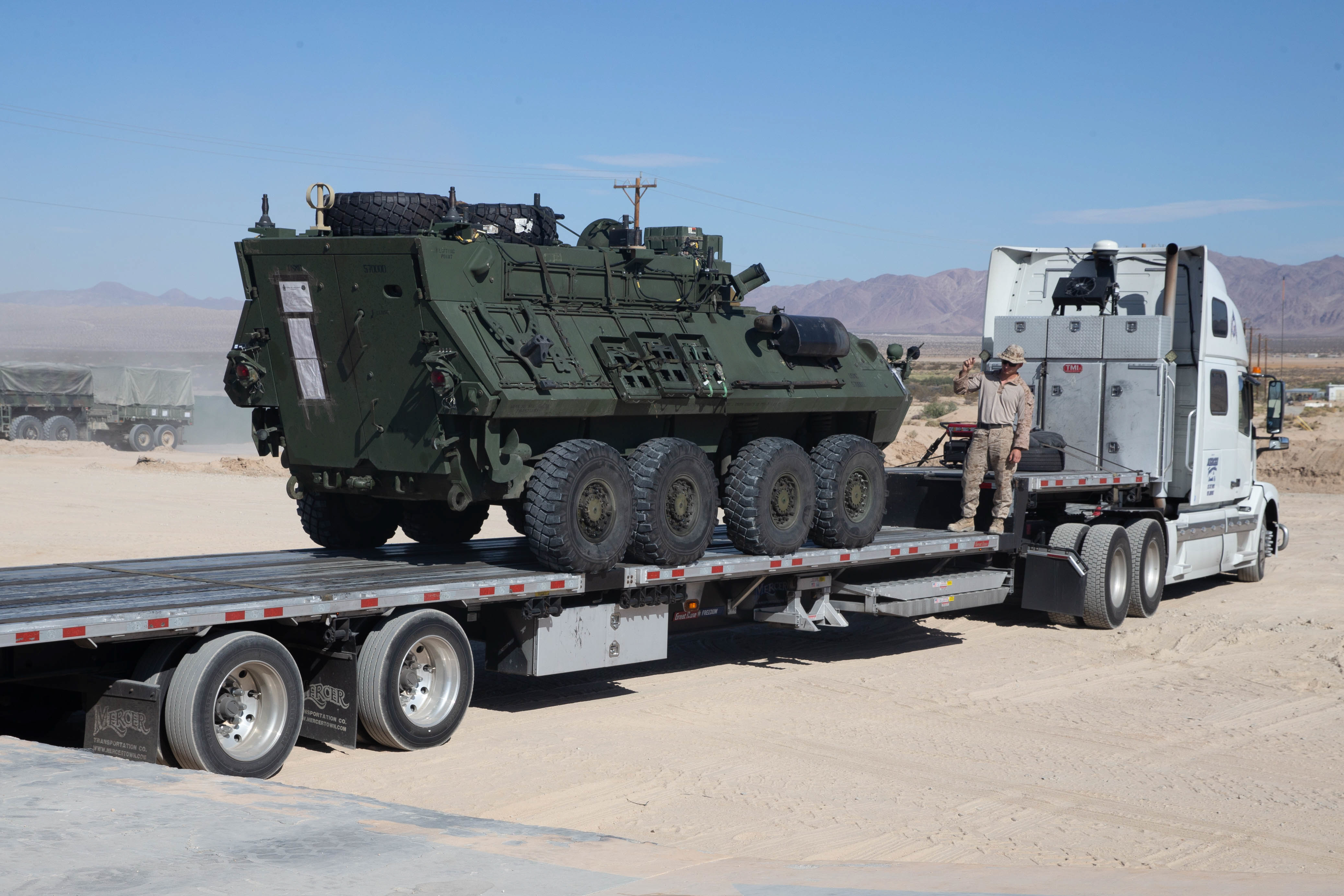
LAV-L
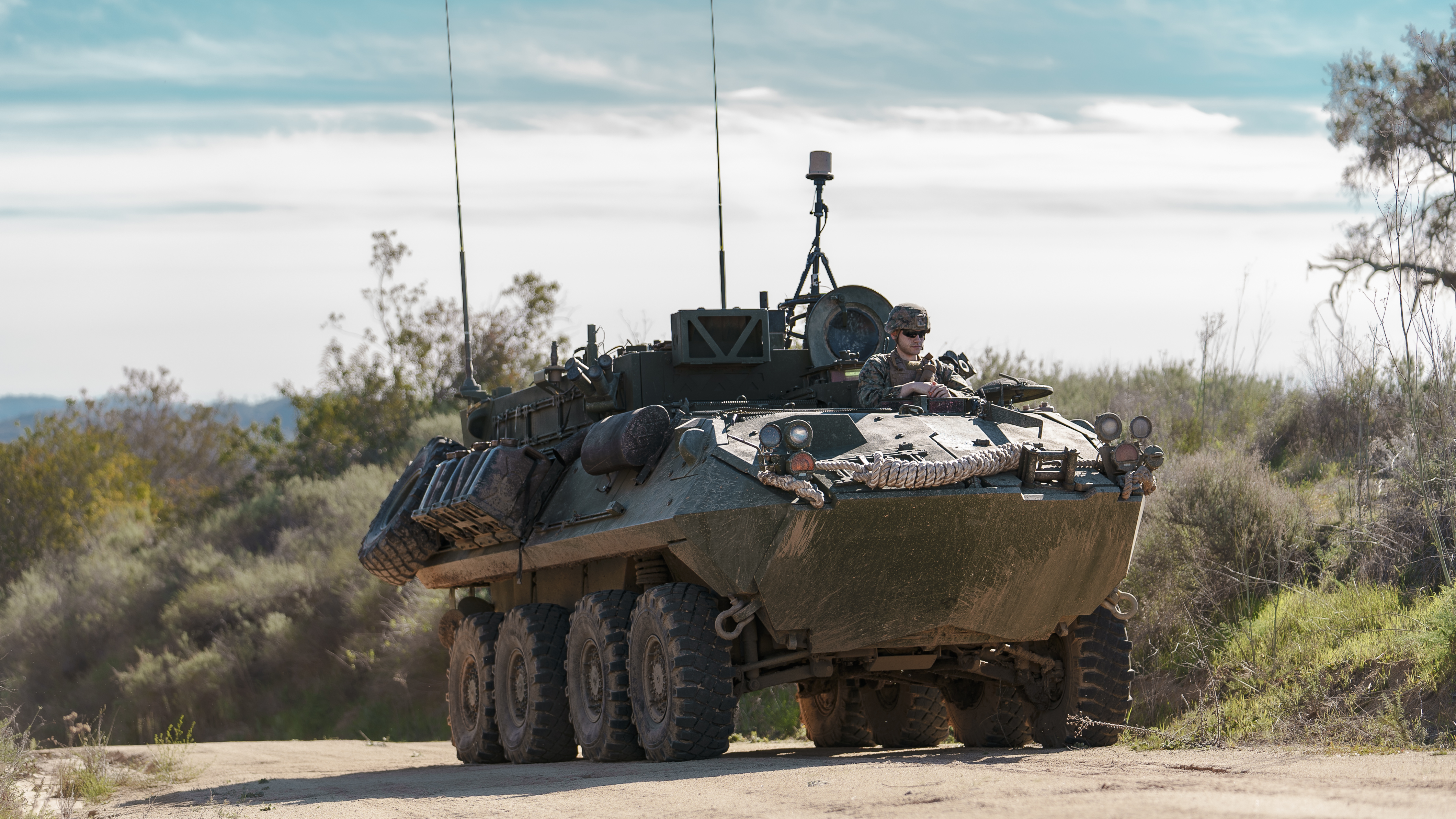
LAV-MEWSS

## На вооружении
- Вооружённые силы Канады — 194 LAV-25 Coyote, по состоянию на 2016 год[8]
- Вооружённые силы Новой Зеландии — 3 LAV-R по состоянию на 2016 год[9]
- Национальная гвардия Саудовской Аравии — 214 LAV-AG, 647 LAV-25, 119 LAV-A, 30 LAV-AC, 296 LAV-CC и 73 LAV-PC, по состоянию на 2016 год[10]
- Корпус морской пехоты США — 488 LAV-25, 66 LAV-C2, 127 LAV-L, 14 LAV-MEWSS, 106 LAV-AT и 45 LAV-R, по состоянию на 2022 год[11]